# Mikko Leppilampi
Mikko Johannes Leppilampi, finski igralec in glasbenik; * 2. september 1978, Finska.
Mikko Leppilampi je eden največjih finskih filmskih zvezdnikov. Zaslovel je že s svojo prvo filmsko vlogo v filmu Helmiä ja sikoja.
Ukvarja se tudi z glasbo in 10. maja 2006 je izdal svoj prvi album. Pel je za več filmskih soundtrackov.
Skupaj s finsko voditeljico Jaano Pelkonen je vodil izbor za Pesem Evrovizije 2007 v Helsinkih.

## Filmografija
- Helmiä ja sikoja (2003)
- Keisarikunta (2004)
- Paha maa (2005)
- Kaksipäisen kotkan varjossa (2005)
- Tyttö sinä olet tähti (2005)
- Narnian Tarinat : Velho ja Leijona (glas) (2005)
- Madagascar (glas) (2005)
- Hairspray-musikaali (2005)
- Saippuaprinssi (2006)
- Joulutarina (2007)

## Diskografija
- album Mikko Leppilampi (2006)